# Гоа Гіл
Гоа Гіл (англ. Goa Gil), ім'я при народженні Гілберт Леві (англ. Gilbert Levey) (нар. 11 жовтня 1951, Сан-Франциско, Каліфорнія, США ― пом. 26 жовтня 2023) — індійський музикант американського походження, діджей, реміксер та організатор вечірок. Він був одним із засновників руху гоа-транс і псітранс в електронній музиці.

## Біографія
Гілберт Леві народився 11 жовтня 1951 року і виріс у Сан-Рафаелі, Каліфорнія. Він став свідком зародження руху хіпі та ейсид-року, а також брав участь у фрікових колективах «The Family Dog» і «Sons of Champlin». Відчуваючи, що музична сцена Сан-Франциско розвалюється, він вирушив у 1969 році спочатку до Амстердама, а потім до Індії, де осів у Гоа. Тут він виявив садху, блукаючих святих людей, які жили за рахунок дарів лісу, покриваючи себе попелом. Незабаром Гіл сам став садху, — «Баба Мангалананд», в ордені Джуна Акхара під керівництвом Гуру Маханта Нірмалананда Сарасваті.
На початку 1980-х багато хіпі Гоа все більше захоплювалися старою електронною музикою, такою як Kraftwerk. Невдовзі Гіл і його друзі зібрали деяке обладнання та почали діджеювати та грати живу музику цілу ніч на пляжах Гоа. Суміш електронних танцювальних вечірок на відкритому повітрі зі східними містичними та духовними відтінками визначила естетику руху псі-транс. Для Гіла танець — це активна форма медитації, а використання трансової музики — це спосіб «переосмислити стародавній племінний ритуал для 21 століття». У 1990-х роках естетика трансового руху Гоа поширилася серед європейських та ізраїльських туристів, які відвідували вечірки в Індії.
Гіл дав інтерв'ю для документального фільму 2001 року «Останній хіпі, що встояв», який досліджував сцену в Гоа.
У січні 2006 року Ґіл був діджеєм на цілонічній завершальній вечірці триденного ЛСД-симпозіуму в Базелі, Швейцарія, на честь 100-річчя винахідника ЛСД Альберта Гофманна (11 січня 2006 року), після того, як сам Гофманн виступив із заключною промовою симпозіуму.
Гоа Гіл був одружений на Аріані. Разом вони створили гурт Nommos. Гіл помер від раку 26 жовтня 2023 року у віці 72 років.